# Aspiétès

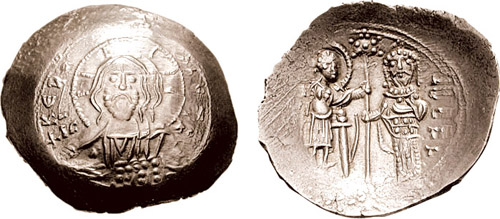
Alexius Ier Comnène. 1081-1118. Monnaie de Thessalonique. Frappé 1081-1082.

Aspiétès (en grec : Ἀσπιέτης) est un noble arménien qui se met au service de l'Empire byzantin et sert durant la plus grande partie du règne d'Alexis Ier Comnène.

## Biographie
Il est membre de la famille noble des Aspiétès qui affirme descendre de la dynastie royale arménienne des Arsacides même s'il est possible que cette descendance soit inventée par Anne Comnène dans son Alexiade pour justifier des postes importants qu'il occupe au sein de l'Empire byzantin. Aspiétès est mentionné pour la première fois lors de la campagne de 1081 d'Alexis contre les Normands qui conduit à la désastreuse bataille de Dyrrachium lors de laquelle Aspiétès aurait été mortellement blessé. Cette scène est décrite par Anne Comnène où elle souligne les valeurs d'Aspiétès.
Le nom d'Aspiétès apparaît à deux reprises dans l' Alexiade et il n'est pas sûr qu'il se réfère ou non à la même personne. Dans son étude prosopographique de l' Alexiade, Basile Skoulatos estime que le personnage du nom d'Aspiétès qui apparaît à Dyrrachium est le même que celui qui apparaît en 1105-1106 et qui est nommé gouverneur de Tarse. Peu après, il succède à Monastras comme stratopédarque d'Orient. Sous cette fonction, il ne parvient pas à réagir efficacement à la tentative du prince d'Antioche Tancrède de s'emparer de Mamistra. Il semble qu'Aspiétès passe alors une partie de son temps à des activités de débauche. En outre, si la thèse de Ferdinand Chalandon, qui identifie Aspiétès au personnage connu sous le nom d'Ursinus dans les sources occidentales, est correcte, il aurait ouvertement négocié avec Tancrède pour sauver la cité. Toutefois, bien que l'Alexiade admette qu'il a failli dans sa mission, il n'est nulle part fait mention de négociations qui s'apparenteraient à une trahison, à l'image de celles menées par Ursinus. Pour sa part, Alexis Savvides souligne que les deux personnages dénommés Aspiétès sont généralement considérés comme différents et estime que la personne connue sous le nom d'Aspiétès au début du XIIe siècle correspond en fait au seigneur arménien de Cilicie Oshin de Lampron. Enfin, dans sa biographie d'Alexis Ier Comnène, Elisabeth Malamut considère qu'il n'existe qu'un seul personnage du nom d'Aspiétès qui serait aussi le prince Oshin car il aurait acquis la forteresse de Lampron après la bataille de Mantzikert.